# Полювання на єдинорога (серія гобеленів)

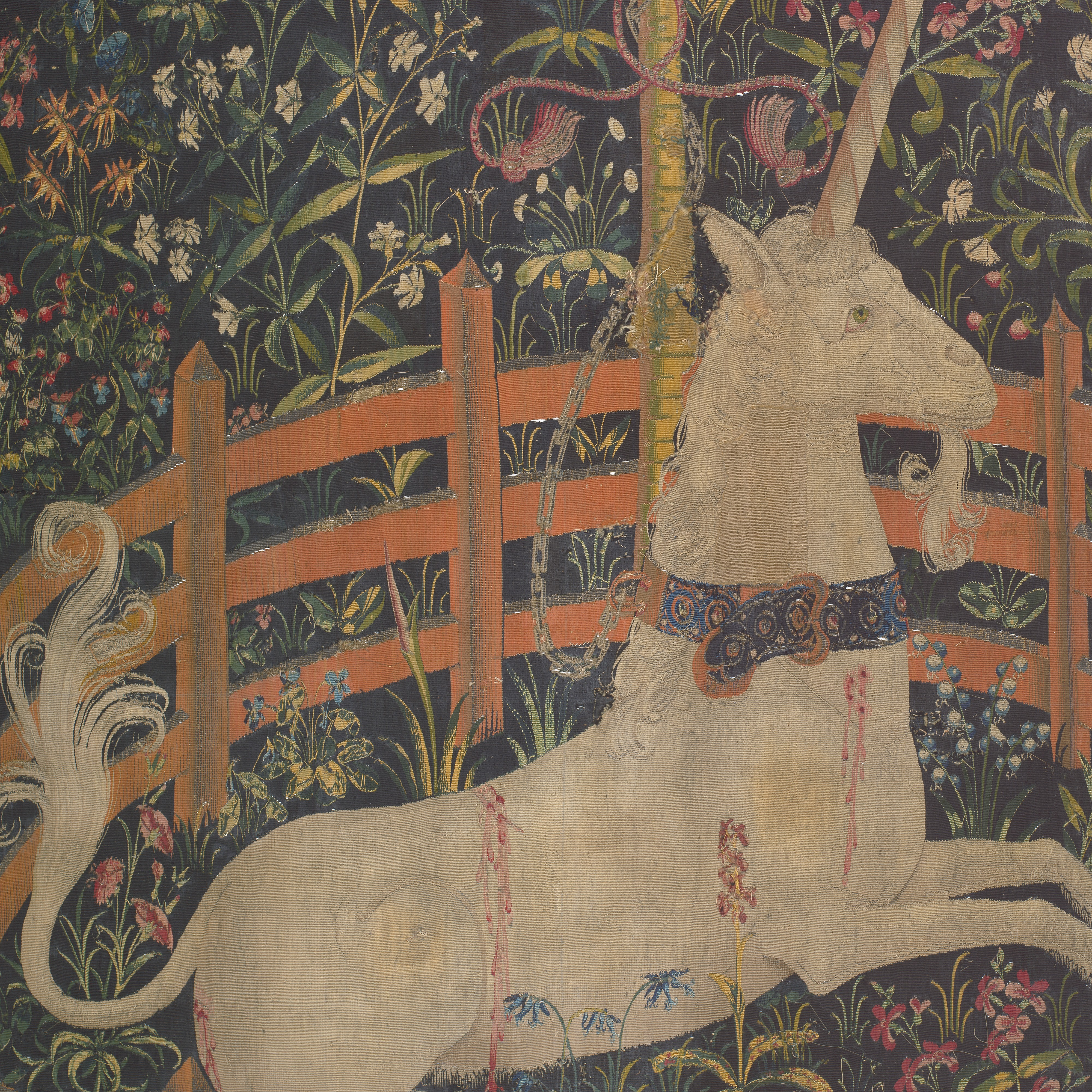
Фрагмент гобелена

Полювання на єдинорога (The Hunt of the Unicorn) — серія з семи гобеленів, які були створені у період 1495-1505 рр. На гобеленах показано сцени міфічного полювання на єдинорогів. Нині гобелени знаходяться в Клойстерсе — філії Метрополітен-музею на півночі Манхеттена (Нью-Йорк).

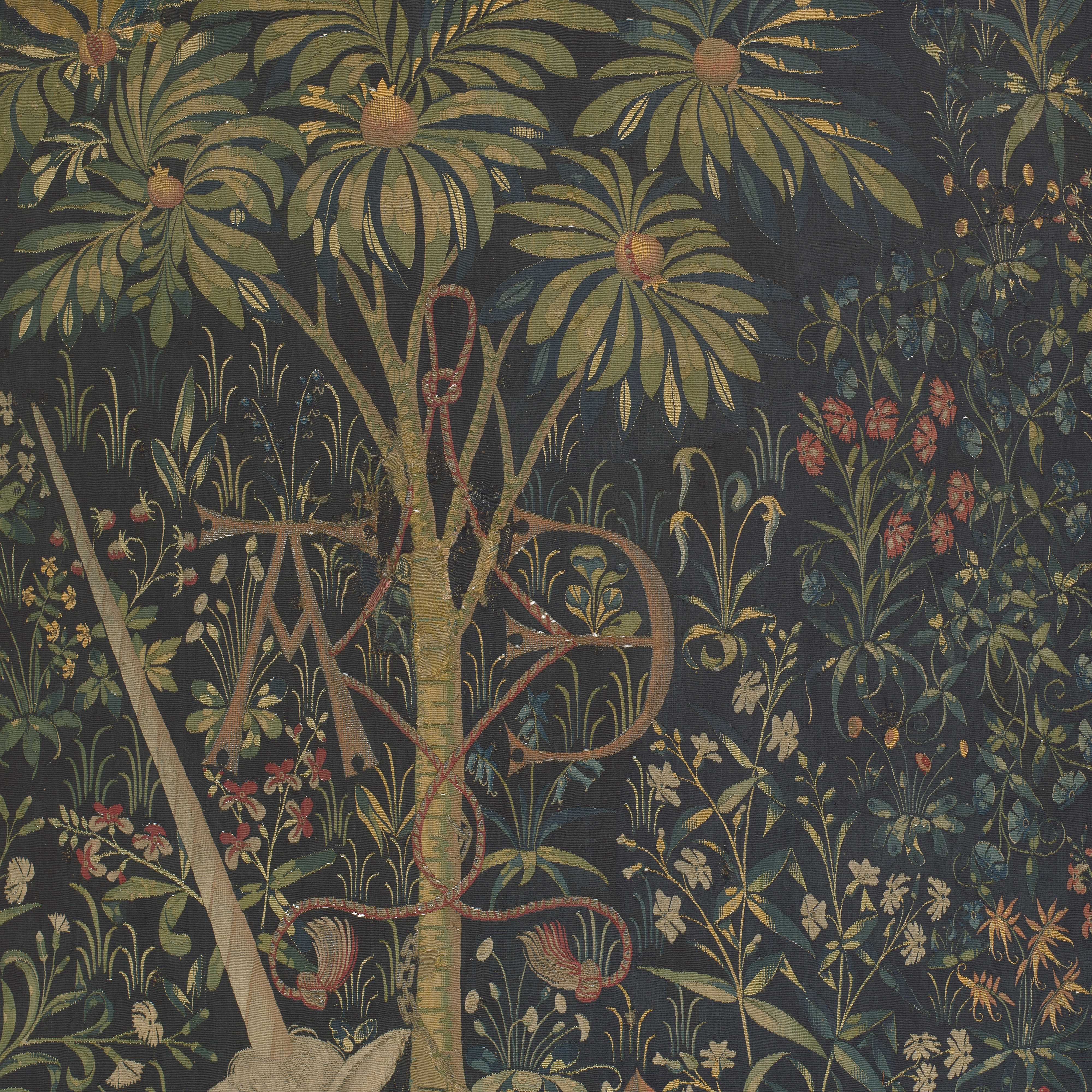
Деталі майстерного оформлення гобелена

Про обставини створення гобеленів відомо небагато. Немає також упевненості щодо того, чи всі вони створені для розміщення в якомусь одному приміщенні або ж могли висіти окремо. Є припущення, що вони могли бути замовлені Ганною Бретонською для її весілля з французьким королем Людовиком XII.
Протягом кількох сотень років перебували у власності родини Ларошфуко, поки у 1922 році їх не придбав Джон Рокфеллер-молодший. 1937 року він пожертвував їх Метрополітен-музею. 1998 року була проведена масштабна реставрація гобеленів.

## Галерея

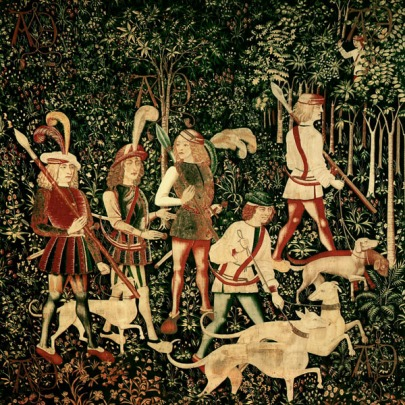
Мисливці входять до лісу
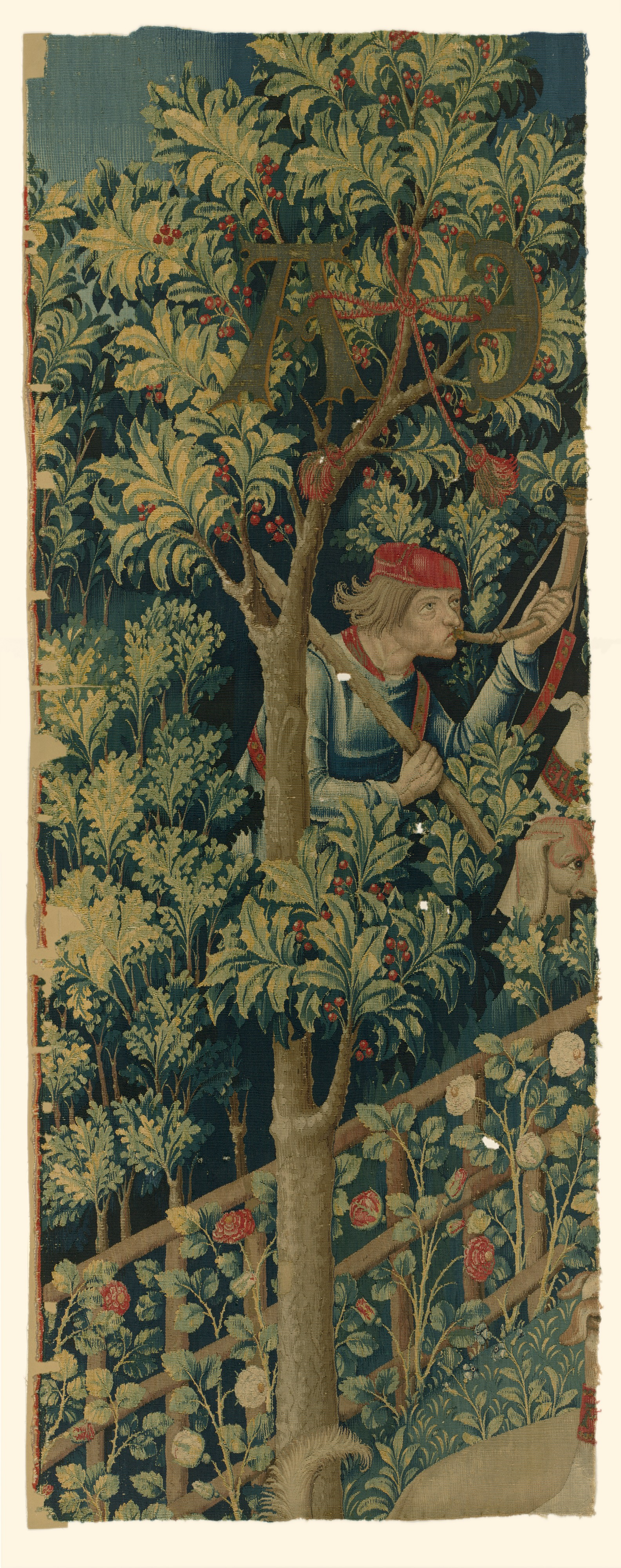
Фрагмент Містичне захоплення єдинорога
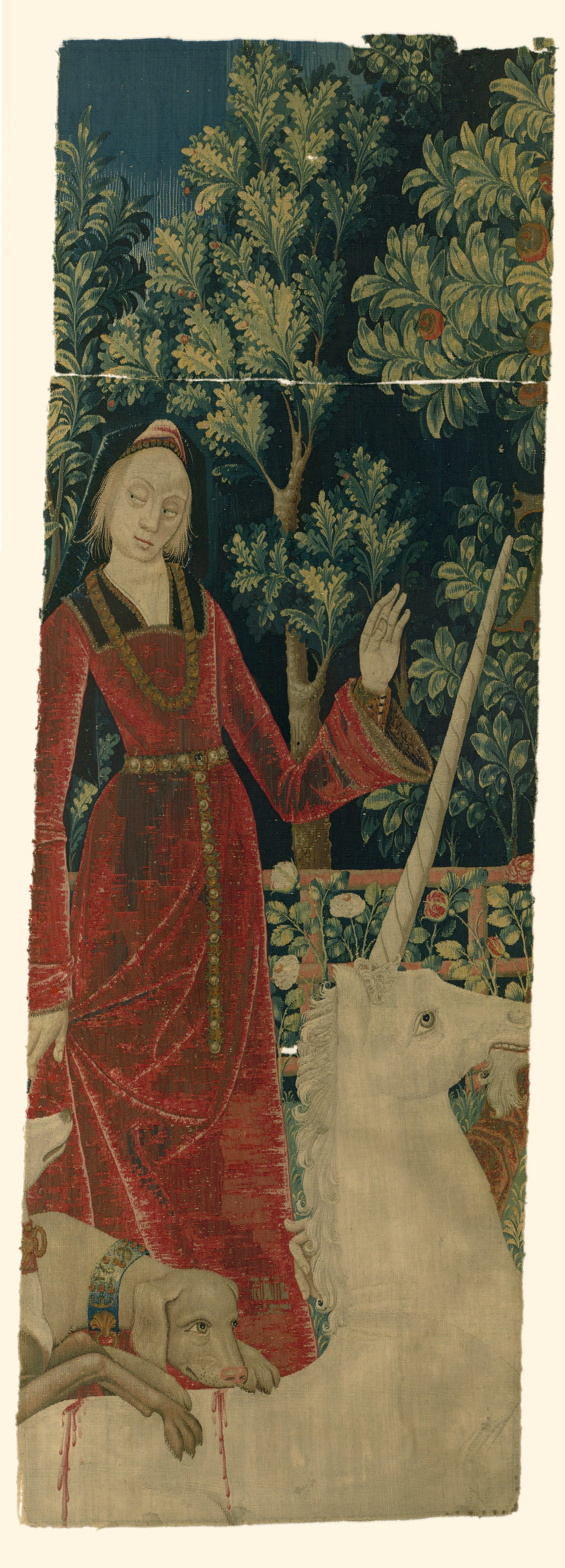
Фрагмент Містичне захоплення єдинорога
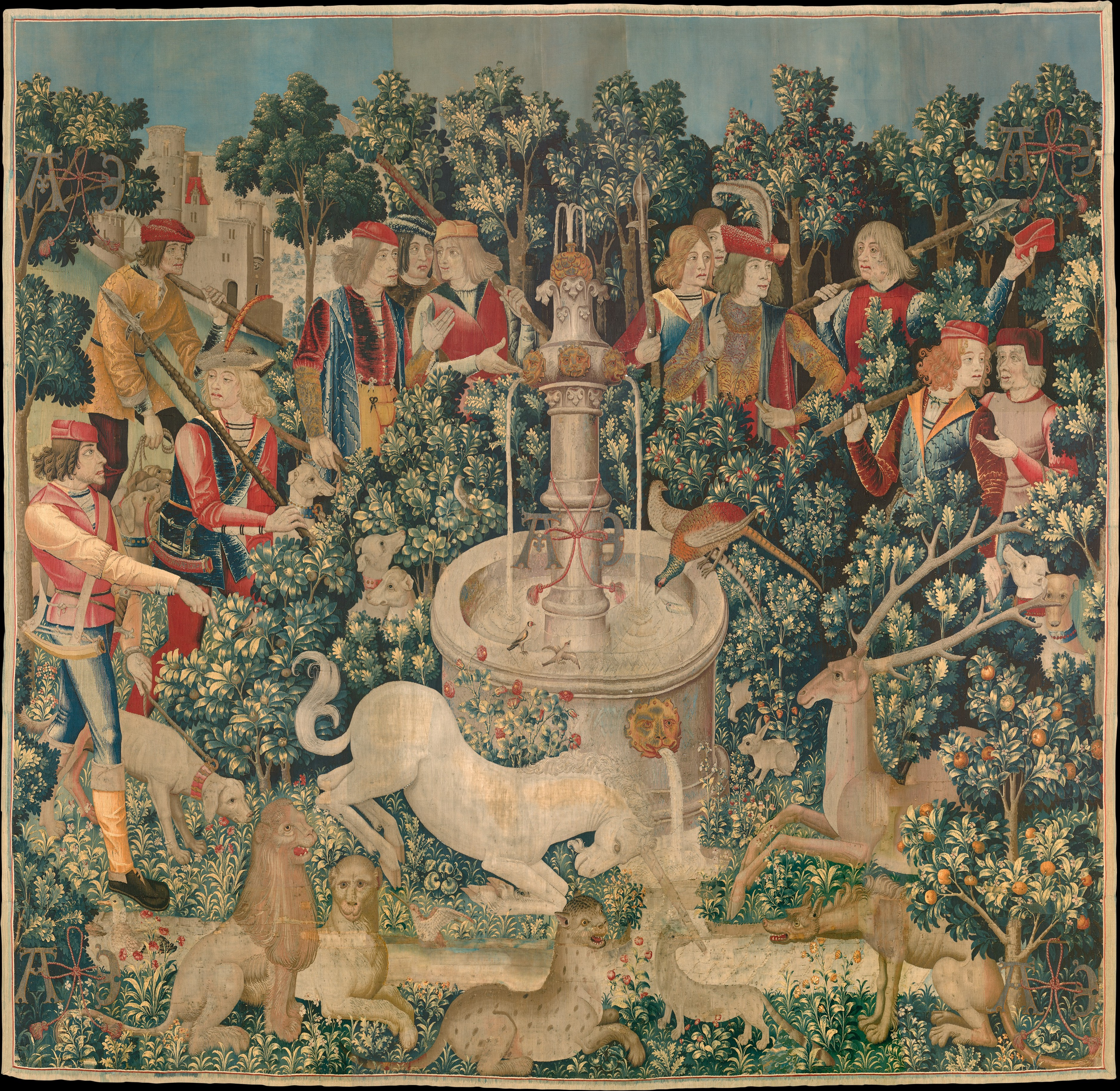
Єдинорога знайшли
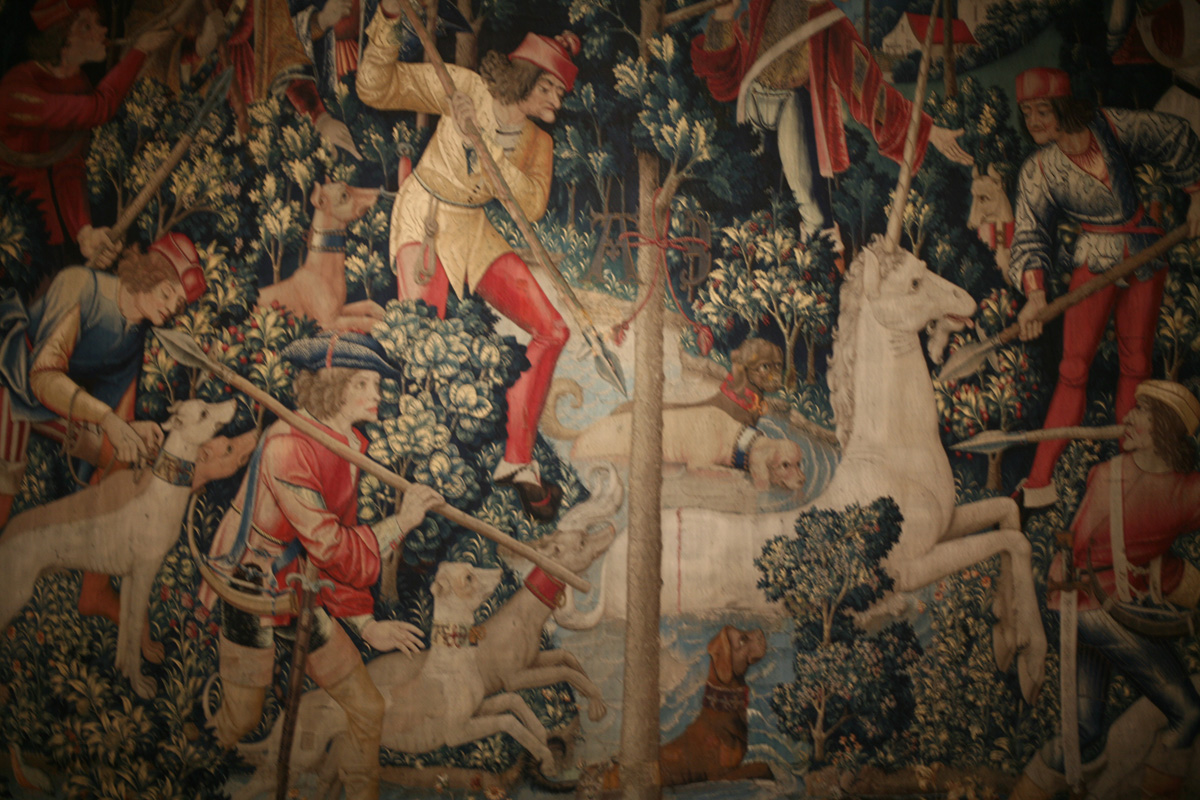
На єдинорога напали
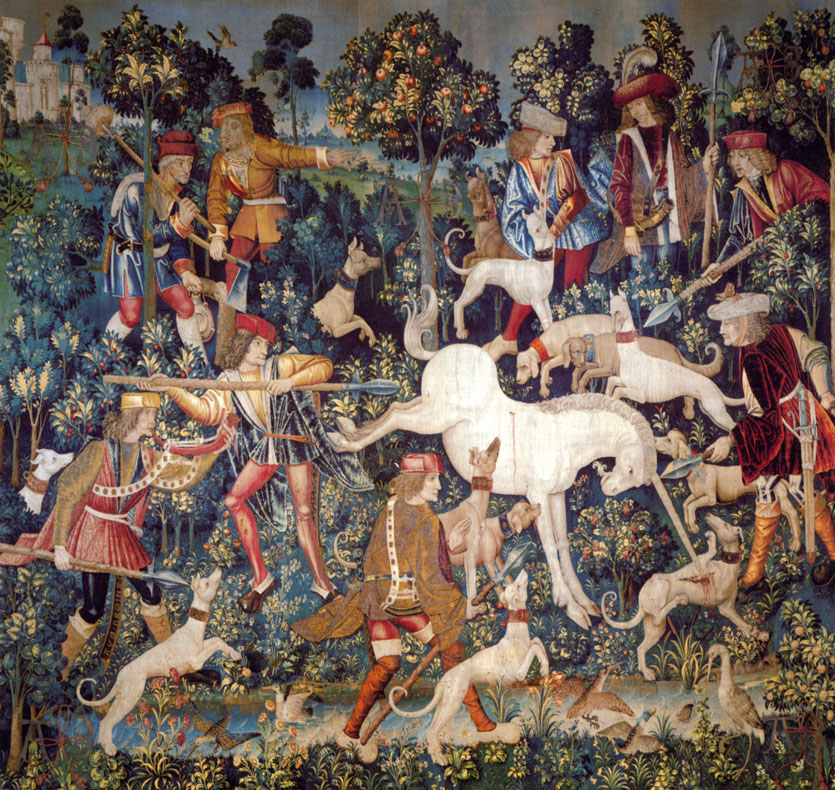
Єдиноріг захищається
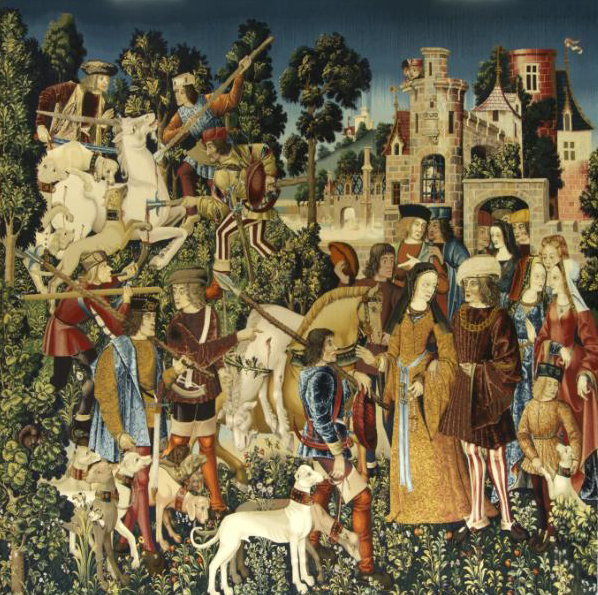
Єдинорога вбито і доставлено у замок
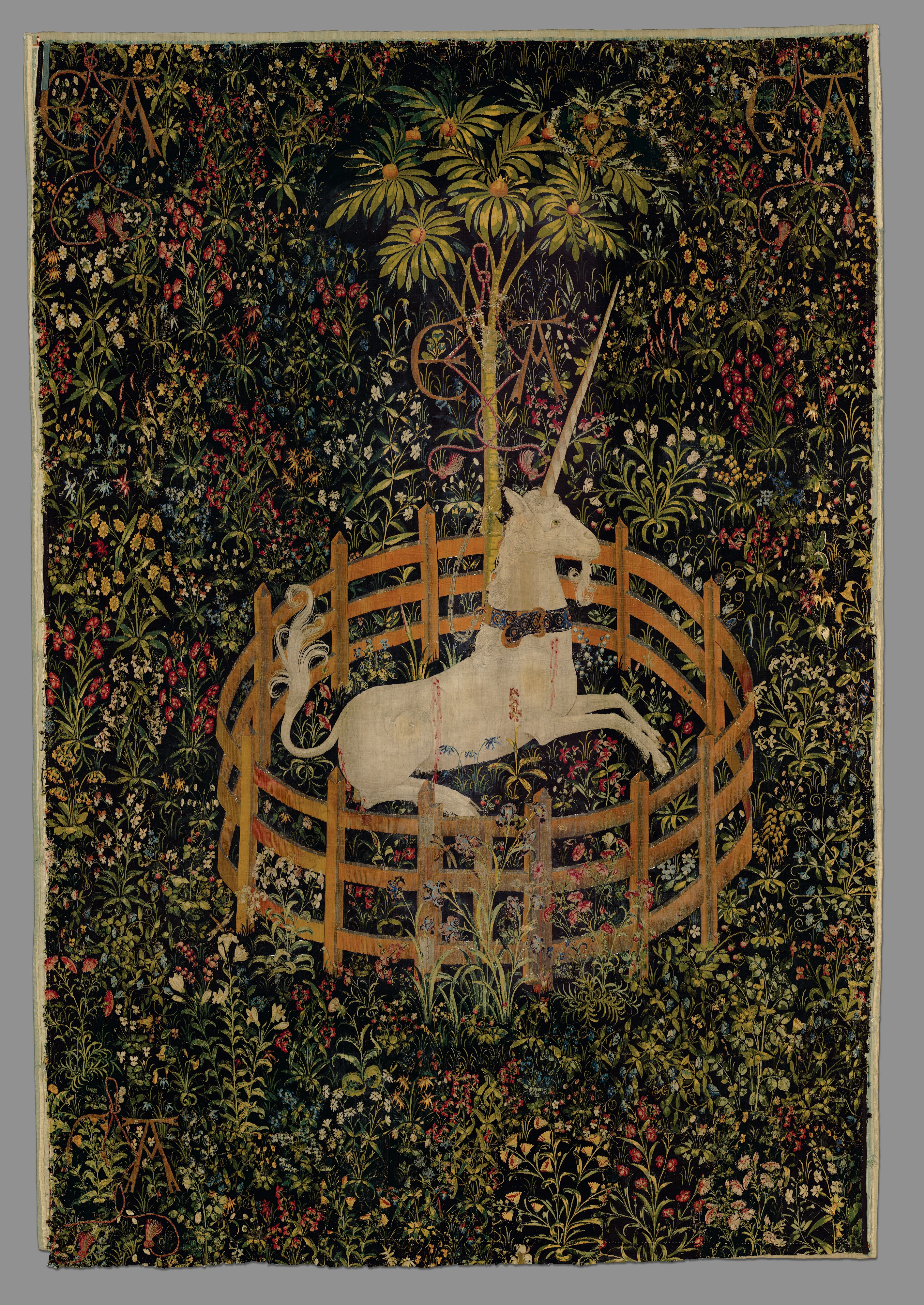
Єдиноріг в полоні і більше не мертвий